# Filip Bradarić
Filip Bradarić (Split, 11 de janeiro de 1992) é um ex-futebolista croata que atuava como meio-campo.

## Carreira
Foi convocado para defender a Seleção Croata de Futebol na Copa do Mundo de 2018.